# 로드 스토스 베이커리

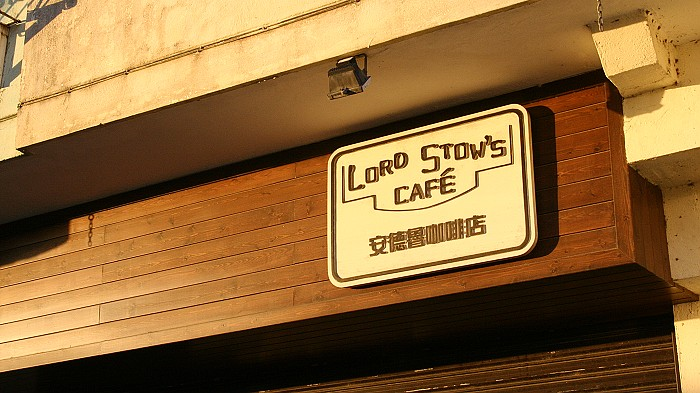
로드 스토스 베이커리

로드 스토스 베이커리(영어: Lord Stow's Bakery, 중국어: 澳門安德魯餅店)는 마카오 콜로아느섬에 위치한 제빵점이다. 1989년 9월 15일에 영국인 앤드루 스토(Andrew Stow)에 의해 창립되었다. 파스텔 드 나타(에그타르트)로 잘 알려져 있다.
콜로안빌리지에 본점이 있으며, 마카오 대학교와 베니션 마카오에도 분점이 있다. 마카오 이외의 나라에서는 일본의 오사카시, 교토시, 고베시, 가고시마시, 대한민국의 서울특별시, 부천시, 필리핀의 마닐라, 홍콩에 있다.
대한민국에서는 앤드류스 에그타르트 앤 커피라는 이름으로 브랜드가 진행 중이다.
2006년 1월, 마카오 정부는 관광 훈장을 수여했다.